# Jannik Vestergaard
Pour les articles homonymes, voir Vestergaard.
Jannik Vestergaard, né le 3 août 1992 à Hvidovre au Danemark, est un footballeur international danois qui joue au poste de défenseur central à Leicester City.

## Biographie

### En club
Né à Hvidovre au Danemark, Jannik Vestergaard commence le football au Vestia Copenhague puis au BK Frem avant de rejoindre le Kjøbenhavns Boldklub. Il commence au poste d'attaquant avant d'être repositionné milieu de terrain puis défenseur central en 2007 avec les U15. Il rejoint ensuite le Brøndby IF en 2008 et termine sa formation en Allemagne, au TSG Hoffenheim. Il impressionne notamment par sa grande taille (il mesure déjà 1m97 à 18 ans).
Le 27 janvier 2015, Jannik Vestergaard s'engage en faveur du Werder Brême, pour un contrat courant jusqu'en juin 2018.
En juillet 2016, Jannik Vestergaard rejoint le Borussia Mönchengladbach. Il s'impose comme un leader de la défense où il fait également apprécier son jeu long.
Le 13 juillet 2018, Jannik Vestergaard signe pour quatre saisons avec le Southampton FC, contre 25 millions d'euros. Il est alors la deuxième plus grosse vente de l'histoire du Borussia Mönchengladbach après celle de Granit Xhaka en 2016.
Le 13 août 2021, Jannik Vestergaard s'engage en faveur de Leicester City,.

### En sélection
Jannik Vestergaard honore sa première sélection avec l'équipe nationale du Danemark le 14 août 2013, face à la Pologne, en match amical. Il entre en jeu à la place de Simon Kjær. Le Danemark s'incline par trois buts à deux ce jour-là.
Il est retenu dans la liste des 23 Danois pour participer à la Coupe du monde 2018 en Russie. Il est toutefois barré par la concurrence du capitaine Simon Kjær et d'Andreas Christensen, qui constituent la charnière centrale titulaire durant le mondial, et Vestergaard ne participe à aucun match de la compétition.
En mai 2021, il est convoqué par Kasper Hjulmand, le sélectionneur de l'équipe nationale du Danemark, dans la liste des 26 joueurs danois retenus participer à l'Euro 2020,.
Le 30 mai 2024, Vestergaard figure dans la liste des 26 joueurs danois retenus par Kasper Hjulmand pour participer à l'Euro 2024,.

## Palmarès

### En club
|  |  | - Leicester City - EFL Championship - Champion : 2024 |

## Statistiques
| Saison                | Club                     | Championnat           | Championnat | Championnat | Coupe nationale | Coupe nationale | Coupe de la Ligue | Coupe de la Ligue | Compétition(s) continentale(s) | Compétition(s) continentale(s) | Compétition(s) continentale(s) | Barrages | Barrages | Total | Total |
| Saison                | Club                     | Division              | M.          | B.          | M.              | B.              | M.                | B.                | Comp.                          | M.                             | B.                             | M.       | B.       | M.    | B.    |
| 2010-2011             | TSG Hoffenheim           | Bundesliga            | 1           | 0           | -               | -               | -                 | -                 | -                              | -                              | -                              | -        | -        | 1     | 0     |
| 2011-2012             | TSG Hoffenheim           | Bundesliga            | 23          | 2           | 3               | 0               | -                 | -                 | -                              | -                              | -                              | -        | -        | 26    | 2     |
| 2012-2013             | TSG Hoffenheim           | Bundesliga            | 16          | 0           | 1               | 0               | -                 | -                 | -                              | -                              | -                              | 2        | 1        | 19    | 1     |
| 2013-2014             | TSG Hoffenheim           | Bundesliga            | 25          | 1           | 4               | 0               | -                 | -                 | -                              | -                              | -                              | -        | -        | 29    | 1     |
| 2014-2015             | TSG Hoffenheim           | Bundesliga            | 6           | 1           | 1               | 1               | -                 | -                 | -                              | -                              | -                              | -        | -        | 7     | 2     |
| Sous-total            | Sous-total               | Sous-total            | 71          | 4           | 9               | 1               | -                 | -                 | -                              | -                              | -                              | 2        | 1        | 82    | 6     |
| 2014-2015             | Werder Brême             | Bundesliga            | 15          | 1           | 1               | 0               | -                 | -                 | -                              | -                              | -                              | -        | -        | 16    | 1     |
| 2015-2016             | Werder Brême             | Bundesliga            | 33          | 2           | 5               | 1               | -                 | -                 | -                              | -                              | -                              | -        | -        | 38    | 3     |
| Sous-total            | Sous-total               | Sous-total            | 48          | 3           | 6               | 1               | -                 | -                 | -                              | -                              | -                              | -        | -        | 54    | 4     |
| 2016-2017             | Borussia Mönchengladbach | Bundesliga            | 34          | 4           | 5               | 0               | -                 | -                 | -                              | -                              | -                              | -        | -        | 39    | 4     |
| 2017-2018             | Borussia Mönchengladbach | Bundesliga            | 32          | 3           | 2               | 0               | -                 | -                 | C1+C3                          | 6+4                            | 0+0                            | -        | -        | 44    | 3     |
| Sous-total            | Sous-total               | Sous-total            | 66          | 7           | 7               | 0               | -                 | -                 | -                              | 10                             | 0                              | -        | -        | 83    | 7     |
| 2018-2019             | Southampton FC           | Premier League        | 23          | 0           | 2               | 0               | 1                 | 0                 | -                              | -                              | -                              | -        | -        | 26    | 0     |
| 2019-2020             | Southampton FC           | Premier League        | 19          | 1           | 2               | 0               | -                 | -                 | -                              | -                              | -                              | -        | -        | 21    | 1     |
| 2020-2021             | Southampton FC           | Premier League        | 30          | 3           | 2               | 0               | -                 | -                 | -                              | -                              | -                              | -        | -        | 32    | 3     |
| Sous-total            | Sous-total               | Sous-total            | 72          | 4           | 6               | 0               | 1                 | 0                 | -                              | -                              | -                              | -        | -        | 79    | 4     |
| 2021-2022             | Leicester City           | Premier League        | 10          | 0           | 1               | 0               | 3                 | 0                 | C3+C4                          | 3+3                            | 0+0                            | -        | -        | 20    | 0     |
| 2022-2023             | Leicester City           | Premier League        | -           | -           | 1               | 0               | 2                 | 0                 | -                              | -                              | -                              | -        | -        | 3     | 0     |
| 2023-2024             | Leicester City           | Championship          | 42          | 2           | 2               | 0               | -                 | -                 | -                              | -                              | -                              | -        | -        | 44    | 2     |
| 2024-2025             | Leicester City           | Premier League        | 2           | 0           | -               | -               | -                 | 0-                | -                              | -                              | -                              | -        | -        | 2     | 0     |
| Sous-total            | Sous-total               | Sous-total            | 54          | 2           | 4               | 0               | 5                 | 0                 | -                              | 6                              | 0                              | -        | -        | 69    | 2     |
| Total sur la carrière | Total sur la carrière    | Total sur la carrière | 311         | 20          | 32              | 2               | 6                 | 0                 | -                              | 16                             | 0                              | 2        | 1        | 367   | 23    |